# Yvonne Hellmann
Yvonne Hellmann (* 19. Juni 1975 in Wolfsburg) ist eine deutsche Juristin. Sie ist seit dem 1. Oktober 2021 Richterin am Bundesverwaltungsgericht.

## Leben und Wirken
Hellmann trat 2007 nach Abschluss ihrer juristischen Ausbildung in den Justizdienst des Landes Nordrhein-Westfalen ein und war zunächst am Verwaltungsgericht Arnsberg tätig. Von Februar 2011 bis Dezember 2013 war sie als wissenschaftliche Mitarbeiterin an das Bundesverfassungsgericht abgeordnet. Im April 2015 folgte eine neunmonatige Abordnung an das Oberverwaltungsgericht für das Land Nordrhein-Westfalen. Anfang April 2016 erfolgte ihre Ernennung zur Richterin am Oberverwaltungsgericht. Von April 2016 bis Mai 2021 war sie anteilig an den Verfassungsgerichtshof für das Land Nordrhein-Westfalen abgeordnet.
Das Präsidium des Bundesverwaltungsgerichts wies Hellmann dem 6. Revisionssenat zu, der u. a. für das Schul- und Hochschulrecht, das Prüfungsrecht, das Presse-, Rundfunk- und Telekommunikationsrecht, das Postrecht, das Versammlungsrecht, das Polizei- und Ordnungsrecht, das Recht der Verfassungsschutzbehörden und Nachrichtendienste sowie das Staatskirchenrecht zuständig ist.